# Puurs
Puurs je belgická obec nacházející se v arrondissementu Mechelen v provincii Antverpy ve Vlámském regionu.
K 1. lednu 2016 měla obec 16 999 obyvatel. Jeho celková rozloha činí 33,41 km², z čehož vychází hustota 509 obyvatel na 1 km².

## Sport
V letech 2004-2015 zde pravidelně probíhala část světového poháru v lezení na obtížnost.

## Významní rodáci
- Dina Tersago, Miss Belgie 2001

## Partnerská města
- Dębica